# Бёзек-Кап-Сизён
Бёзе́к-Кап-Сизён- — муниципалитет во Франции, в регионе Бретань, департамент Финистер, округ Кемпер, кантон Дуарнене. Население - 1 003 человека (2016).
Муниципалитет расположен в 520 км к западу от Парижа, 210 км к западу от Ренна, 32 км к западу от Кемпера.

## Экономика
В 2007 году среди 643 человек в трудоспособном возрасте (15-64 лет) 457 были активные, 186 — неактивные (показатель активности 71,1 %, в 1999 году было 67,9 %). С 457 активных работало 420 человек (235 мужчин и 185 женщин), безработных было 37 (17 мужчин и 20 женщин). Среди 186 неактивных 42 человека были учениками или студентами, 92 — пенсионерами, 52 были неактивными по другим причинам.
В 2008 году в муниципалитете числилось 444 налогооблагаемых домохозяйств в которых проживали 1057,5 лица, медиана доходов выносила 16 521 евро на одного потребителя.